# American Antiquarian Society
Die American Antiquarian Society (abgekürzt AAS) ist ein 1812 gegründeter Geschichtsverein in Worcester im Bundesstaat Massachusetts der Vereinigten Staaten. Sie unterhält eine Bibliothek zur Geschichte und Kultur der Vereinigten Staaten vor dem 20. Jahrhundert, die bundesweite Bedeutung aufweist. Das Gebäude der Gesellschaft ist unter der gleichlautenden Bezeichnung seit 1968 als National Historic Landmark im National Register of Historic Places eingetragen.

## Architektur
Der Geschäftsmann Stephen Salisbury vererbte der AAS Anfang des 20. Jahrhunderts 200.000 US-Dollar, die zum Bau eines neuen Gebäudes verwendet wurden, nachdem das dafür notwendige Grundstück dem Worcester Art Museum abgekauft werden konnte. Das zweistöckige Haus wurde von Oktober 1909 bis Ende 1910 im Stil des Georgian Revival auf einem Granitfundament aus Mauerziegeln errichtet. Es weist einen im Kern achteckigen Grundriss auf, von dem aus sich Gebäudeflügel in mehrere Richtungen erstrecken. Die Mitte des Gebäudes dominiert eine flache Kuppel auf einem ebenfalls achteckigen Turm, unter dem sich der zweistöckige Lesesaal der Bibliothek befindet. Unterhalb der Dachkante verlaufen ein jeweils aus Marmor bestehendes Gesims und Fries rund um das Gebäude. Der Portikus verfügt über vier Säulen Dorischer Ordnung und entspricht damit dem griechisch-römischen Tetra-Stil. Er trägt ein Gebälk mit Triglyphen und ein Giebeldreieck. Der Haupteingang wird von Pilastern Dorischer Ordnung flankiert und greift damit die Gestaltung des Portikus' in kleinerem Maßstab wieder auf.
Das Aussehen des Gebäudes entspricht weitgehend dem Originalzustand. 1924 wurde die Marmorkuppel mit Kupferplatten verkleidet, um sie abzudichten, und 1924 bzw. 1950 wurde jeweils ein im Stil des bestehenden Gebäudes gehaltener Anbau hinzugefügt, um die Lagerkapazität für Bücher zu erhöhen. 1972 konnte die Kapazität für Büroräume durch eine Vergrößerung des Untergeschosses erweitert werden.

## Historische Bedeutung

Siegel der AAS

Die 1812 von Isaiah Thomas gegründete American Antiquarian Society ist nach der Massachusetts Historical Society (gegründet 1790) und der New York Historical Society (gegründet 1804) die drittälteste Historische Gesellschaft der Vereinigten Staaten. Sie war zudem die erste, deren heute mehr als 3 Millionen Exemplare umfassende Kollektion nationale Bedeutung erlangte. Sie besitzt damit die größte Sammlung an gedruckten Quellen zur Geschichte, Literatur und Kultur aus den ersten 250 Jahren des Bestehens der Vereinigten Staaten. Der Schwerpunkt liegt dabei auf dem Zeitraum von der Gründung der USA bis zum Jahr 1877. Die AAS stellt ihren Bestand für Forschungszwecke der Öffentlichkeit zur Verfügung.
Zu den Mitgliedern der American Antiquarian Society zählten bereits zwölf Präsidenten der Vereinigten Staaten sowie Politiker wie Thomas Hart Benton, Lewis Cass, Henry Clay, DeWitt Clinton, Robert D. Fulton, Albert Gallatin, John Jay und John Quincy Adams. Calvin Coolidge war 1933 ihr Präsident.